# Karel Dománek

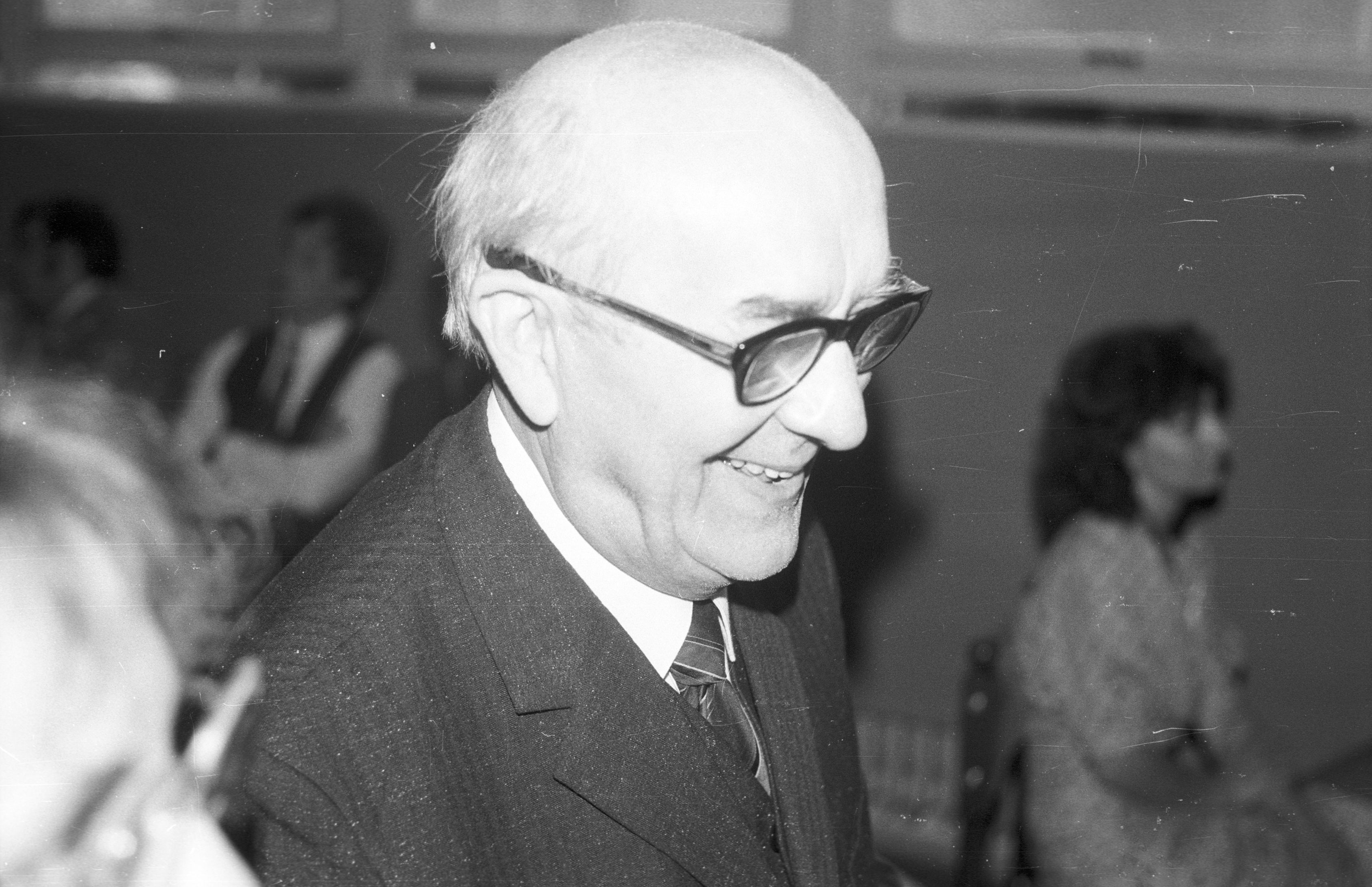
Páter Karel Dománek 2. září 1989

Karel Dománek (16. srpna 1911 Komorovice u Humpolce -
25. října 2006 Praha) byl český katolický kněz, jezuita a politický vězeň. Zasloužil se zejména o podzemní církev.
Karel Dománek se narodil 16. srpna 1911 v Komorovicích u Humpolce a pokřtěn byl 20. srpna 1911 v obci Mladé Bříště v okrese Pelhřimov. Na obecnou školu chodil v Mladých Bříštích, později navštěvoval měšťanskou v Humpolci. V Praze se vyučil tiskařem, což později využil při vydávání ilegálních tiskovin, tzv. samizdatu. 30.4.1932 vstoupil na Velehradě do Jezuitského řádu, tzv. Tovaryšstva Ježíšova. Po absolvování noviciátu složil první sliby 19. března 1936 v Benešově. Zatím nebyl knězem; pracoval jako kostelník na Velehradě, v Opavě a na Hostýně, také v Opavě jako učitel náboženství.
V dubnu roku 1950 byl spolu s ostatními řeholníky nuceně internován do Bohosudova a odtud na stavbu Klíčavské přehrady, kde pracoval v kamenolomu. Od roku 1955 pracoval v Praze jako manuální dělník a současně tajně vykonával nepovolenou činnost pro zakázaný jezuitský řád a pro podzemní církev. V roce 1957 byl zatčen pro nedovolenou náboženskou činnost a do roku 1959 vězněn. Po propuštění pracoval jako domovník, pomocný dělník a skladník.
V době uvolnění politických poměrů v 60. letech se mohl vrátit ke studiu.
V roce 1965 začal studovat střední školu pro pracující, po maturitě v roce 1970 vstoupil do kněžského semináře v Litoměřicích a po jeho absolvování byl 29. 6. 1974 vysvěcen na kněze. Jeho první kněžské místo od 15.9.1974 bylo v katedrále sv. Víta. Tato služba za rok skončila odebráním státního souhlasu. V roce 1976 byl protokolistou pražské konsistoře a v roce 1977 jej kardinál František Tomášek ustanovil svým sekretářem. Kardinálu Tomáškovi aktivně pomáhal až do konce jeho života. Od roku 1979 do roku 1989 byl koordinátorem vydávání a rozšiřování samizdatu

„Informace o církvi" a v osmdesátých letech se věnoval nedovolené církevní práci s rodinami.
Podle knihy "Na straně národa"  byl posledníkm zpovědníkem kardinála Tomáška.
Po roce 1989 a obnovení veřejné činnosti Jezuitského řádu působil v kostele Nejsvětější Trojice v Praze – Podskalí a žil v jezuitské koleji v Praze na Karlově náměstí, kde zemřel 25.10.2006 večer mezi osmou a půl desátou večer. Pohřben byl 30. října 2006 do řádového hrobu na hřbitově v Praze - Bubenči po zádušní mši v kostele sv. Ignáce v Praze.